# Luční Chvojno
Luční Chvojno (německy Deutsch Kahn, do roku 1948 Německé Chvojno) je malá vesnice, část obce Velké Chvojno v okrese Ústí nad Labem. Nachází se asi 1,5 kilometru jihovýchodně od Velkého Chvojna. Luční Chvojno je také název katastrálního území o rozloze 3,05 km².

## Historie
První písemná zmínka o vesnici pochází z roku 1384.
V letech 1961–1980 k vesnici patřila Arnultovice.

## Obyvatelstvo
Při sčítání lidu v roce 1921 zde žilo 182 obyvatel (z toho 78 mužů), z nichž byl jeden Čechoslovák a 181 Němců. S výjimkou jednoho evangelíka se hlásili k římskokatolické církvi. Podle sčítání lidu z roku 1930 měla vesnice 190 obyvatel: 189 Němců a jednoho cizince. Kromě jednoho evangelíka byli římskými katolíky.
|                                                                                 | 1869 | 1880 | 1890 | 1900 | 1910 | 1921 | 1930 | 1950 | 1961 | 1970 | 1980 | 1991 | 2001 | 2011 |
| ------------------------------------------------------------------------------- | ---- | ---- | ---- | ---- | ---- | ---- | ---- | ---- | ---- | ---- | ---- | ---- | ---- | ---- |
| Obyvatelé                                                                       | 264  | 258  | 205  | 212  | 189  | 182  | 190  | 135  | 98   | 103  | 113  | 96   | 107  | 147  |
| Domy                                                                            | 46   | 46   | 46   | 44   | 42   | 41   | 43   | 35   | 58   | 21   | 22   | 25   | 23   | 31   |
| Počet domů z roku 1961 zahrnuje také domy místních částí Arnultovice a Mnichov. |      |      |      |      |      |      |      |      |      |      |      |      |      |      |

## Pamětihodnosti
- Výklenková kaplička se sochou svatého Antonína

## Osobnosti
- Georg Ritschel (1616–1683), duchovní a pedagog